# Incolornis
Incolornis — вимерлий рід птахів із пізньої крейди (коньякський вік, 89-86 млн років тому). Останки були знайдені у формації Bissekty в Узбекистані. Відомий лише за фрагментарними дзьобоподібними кістками.
Систематичне положення роду незрозуміле; можливо, він належав до енанціорнісових. Відомо два види — Incolonis silvae і Incolornis martini; останній був спочатку віднесений до роду Enantiornis. Розрахункова довжина цих тварин була 135 мм для I. silvae і 220 мм для I. martini.